# باول أندرسون (لاعب دوري الرغبي)
باول أندرسون (بالإنجليزية: Paul Anderson)‏ هو لاعب دوري الرغبي بريطاني، ولد في 25 أكتوبر 1971 في كاسلفورد ‏ في المملكة المتحدة.